# Hubert Schwarz
Hubert Schwarz (Oberaudorf, 13 settembre 1960) è un dirigente sportivo ed ex sciatore nordico tedesco attivo sia nel salto con gli sci sia nella combinata nordica, disciplina nella quale colse i maggiori successi. Durante la sua carriera agonistica gareggiò per la nazionale tedesca occidentale.

## Biografia

### Carriera sciistica
Debuttò in campo internazionale in occasione della tappa del Torneo dei quattro trampolini di Oberstdorf del 30 dicembre 1977 (21°); in seguito si specializzò nella combinata nordica, pur continuando a partecipare a gare del Torneo (anche valide ai fini della Coppa del Mondo di salto con gli sci: il 30 dicembre 1979 a Oberstdorf l'esordio, 11° il miglior risultato) e olimpiche fino al 1980.
In Coppa del Mondo di combinata nordica esordì il 29 dicembre 1983 a Oberwiesenthal (11°), ottenne il primo podio il 15 dicembre 1984 a Planica (2°) e l'unica vittoria il 3 gennaio 1987 a Schonach im Schwarzwald.
In carriera prese parte a tre edizioni dei Giochi olimpici invernali, Lake Placid 1980 (25° nel salto con gli sci dal trampolino normale, 41° nel salto con gli sci dal trampolino lungo, 9° nella combinata nordica), Sarajevo 1984 (24° nella combinata nordica) e Calgary 1988 (13° nell'individuale di combinata nordica, 1° nella gara a squadre di combinata nordica), e a cinque dei Campionati mondiali, vincendo una medaglia.

### Carriera dirigenziale
Dopo il ritiro intraprese la carriera dirigenziale in seno alla Federazione sciistica della Germania, assumendo l'incarico di responsabile di dipartimento.

## Palmarès

### Combinata nordica

#### Olimpiadi
- 1 medaglia:
  - 1 oro (gara a squadre a Calgary 1988)

#### Mondiali
- 1 medaglia:
  - 1 argento (gara a squadre a Seefeld in Tirol 1985)

#### Mondiali juniores
- 2 medaglie:
  - 1 oro (individuale a Örnsköldsvik 1980)
  - 1 bronzo (individuale a Mont-Sainte-Anne 1979)

#### Coppa del Mondo
- Miglior piazzamento in classifica generale: 3º nel 1985
- 6 podi (tutti individuali):
  - 1 vittoria
  - 3 secondi posti
  - 2 terzi posti

##### Coppa del Mondo - vittorie
| Data           | Località | Nazione        | Trampolino            | Spec.       |
| -------------- | -------- | -------------- | --------------------- | ----------- |
| 3 gennaio 1987 | Schonach | Germania Ovest | Langenwaldschanze K90 | IN NH/15 km |

Legenda:

IN = individuale Gundersen

NH = trampolino normale

### Salto con gli sci

#### Coppa del Mondo
- Miglior piazzamento in classifica generale: 38º nel 1980